# 米尔茨河谷米特多夫
米爾茨河谷米特多夫（德語：Mitterdorf im Mürztal）是奥地利施泰尔马克州米尔茨楚施拉格县的一个市镇。总面积11.12平方公里，总人口2414人，人口密度217.1人/平方公里（31-12-2005年）。